# 茨城交通太田営業所

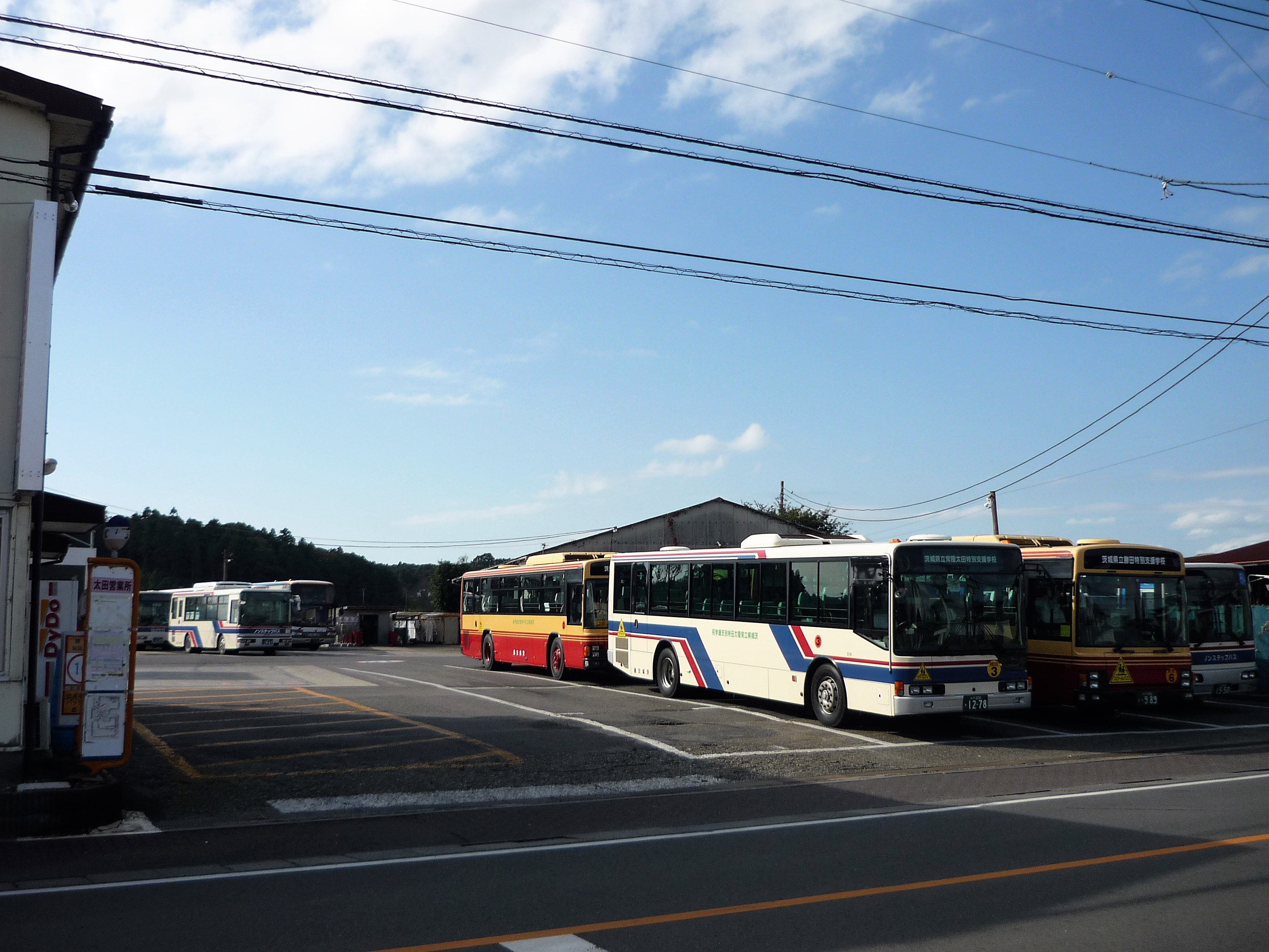
太田営業所（2018年）

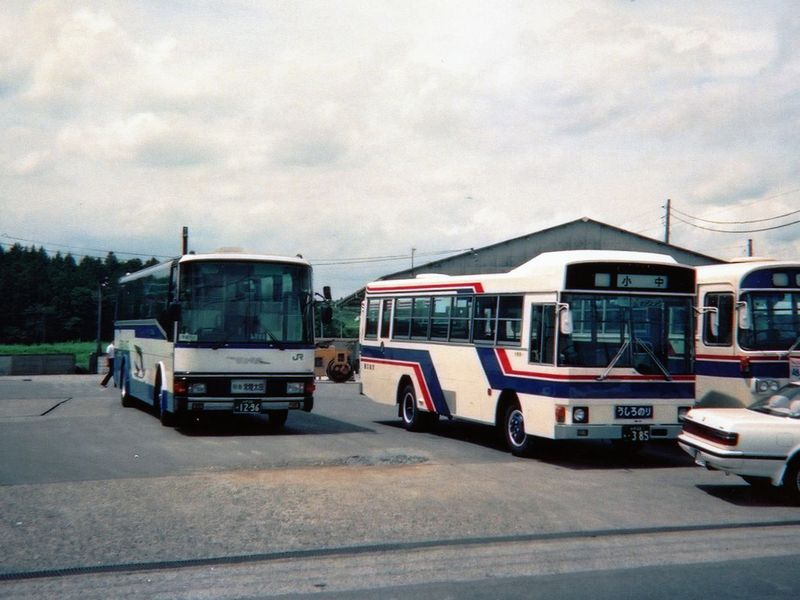
太田営業所（1990年）

茨城交通太田営業所（いばらきこうつうおおたえいぎょうしょ）は、茨城県常陸太田市山下町に位置する茨城交通の営業所。

## 沿革
- 2016年（平成28年）
  - 7月25日 - 市街地循環線、竜神大吊橋線の運行を開始[1]。
  - 10月1日 - 常陸太田市から受託していた常陸太田市市民バスと従来の茨城交通の一般路線が統合・再編された。
- 2018年（平成30年） - 新規2路線 「水府小・中学校入口〜岩折入口」および「水府小・中学校入口〜滝名子」の運行開始。
- 2022年（令和4年）4月1日 - 市内の小学校再編に伴って大規模な路線改変が実施された。下記路線を新設。
  - 金砂61：常陸太田駅 - 内堀町 - 市役所 - 常陸太田駅 - 太田営業所 - 佐竹南台 - 藤田十文字 - 中野十文字 - 上坪（旧・郡戸小学校）
  - 金砂51：金砂郷小学校 - 金砂郷支所 - 上利員十文字 - 上宮田代
  - 金砂53：和田朝日屋 → 榎谷津 → 久米十文字 → 金砂郷小学校 → 一高前 → 内堀町 → 常陸太田駅
  - 金砂54：金砂郷小学校 → 久米十文字 → 玉造十文字 → 和田朝日屋
  - 金砂55：金砂郷小学校 → 金砂郷中学校 → 金砂郷支所 → 上利員十文字 → 上宮田代
  - 金砂59：総合福祉会館 → 太田営業所 → 常陸太田駅 → 内堀町 → 一高前 → 久米十文字 → 金砂郷中学校 → 金砂郷支所 → 上利員十文字 → 上宮田代
  - 金砂60：太田営業所 - 常陸太田駅 - 内堀町 - 一高前 - 金砂郷小学校 - 久米十文字 - 金砂郷中学校 - 金砂郷支所 - 上利員十文字 - 上宮田代
  - 金砂64：道の駅ひたちおおた - 太田営業所 - 常陸太田駅 - 内堀町 - 市役所 - 常陸太田駅 - かわねや前 - 丸山公園 - 久米 - 花房 - 金砂郷支所 - 上利員十文字 - 上宮田代
  - 金砂62：金砂郷小学校 - 久米十文字 - 金砂郷中学校 - 東宮前 - 上利員十文字 - 上宮田代
  - 水府23：総合福祉会館 - 常陸太田駅 - 税務署 - 市役所 - 馬場八幡前 - 増井車庫 - 和田朝日屋 - 水府支所 - 天下野局前 - 竜神大吊橋 - 馬次入口 - 大久保 - 入合
  - 水府26：誉田小学校前 - 増井車庫 - 大門 - 前沢 - 大間ヶ沢
  - 水府30：道の駅ひたちおおた - 太田営業所 - 常陸太田駅 - 内堀町 - 市役所 - 和田朝日屋 - 水府支所 - 東染 - 東染明神
  - 水府33：道の駅ひたちおおた - 太田営業所 - 常陸太田駅 - 内堀町 - 馬場八幡前 - 増井車庫 - 和田朝日屋 - 水府支所 - 天下野局前 - 竜神大吊橋
  - 水府34：道の駅ひたちおおた → 太田営業所 → 常陸太田駅 → 内堀町 → 馬場八幡前 → 増井車庫 → 和田朝日屋 → 水府支所 → 天下野局前 → 馬次入口
  - 水府35：道の駅ひたちおおた - 太田営業所 - 常陸太田駅 - 内堀町 - 馬場八幡前 - 増井車庫 - 和田朝日屋 - 水府支所 - 天下野局前 - 竜神大吊橋 - 馬次入口
  - 水府36：竜神大吊橋 → 天下野局前 → 水府支所 → 和田朝日屋 → 増井車庫 → 馬場八幡前 → 内堀町 → 常陸太田駅 → 太田営業所
  - 里美02：若駒つりぼり前 → 牧場入口 → 里川入口 → 徳田宿 → 小中車庫 → 白幡台集会所 → 里美農協 → 里美小・中学校前
  - 里美13：下幡 - 賀美診療所 - 清水入口バイパス口 - 折橋十文字 - 白幡台集会所 - 小中車庫 - 徳田宿 - 里川入口 - 漆平
  - 金砂57：金砂郷小学校 - 花房中 - 小島中小鶴
  - 金砂58：金砂郷小学校 - 宮畑南 - 竹越
  - 太田64：太田営業所 → 常陸太田駅 → 内堀町 → 市役所 → 機初小学校 → はたそめ団地 → 茅根町 → 西河内入口 → 深久保入口 → 逆久保上
  - 太田71 道の駅ひたちおおた - 太田営業所 - 常陸太田駅 - 内堀町 - 市役所 - 常陸太田駅 - 小沢 - 鹿島神社前 - 堅磐
  - 太田72 峰山小学校 - 亀田 - 鹿島神社前
  - 太田73 峰山小学校 → 内田一本杉 → 近藤前 → 岡田町樋口
  - 太田74 岡田町樋口 → 近藤前 → 峰山小学校
  - 太田75 峰山小学校 - 上河合三丁目 - 下河合四丁目 - 粟原町仲
  - 太田76 峰山小学校 - 東島 - 下合 - 島町西
- 2023年（令和5年）
  - 4月1日
    - 以下3系統の運行を廃止[2]。
      - 太田61：機初小学校 - はたそめ団地 - 新根本橋 - 春友 - Gセブン前 - 造宗入口 - 造宗
      - 太田64：太田営業所 → 常陸太田駅 → 内堀町 → 市役所 → 機初小学校 → はたそめ団地 → 茅根町 → 西河内入口 → 深久保入口 → 逆久保上
      - 水府27：太田営業所 - 常陸太田駅 - 内堀町 - 馬場八幡前 - 増井車庫 - 和田朝日屋 - 水府支所 - 天下野局前 - 馬次入口 - 大久保

    - 以下の5系統を運行開始。
      - 太田77：総合福祉会館 - 常陸太田駅 - 瑞竜中学校前 - 逆久保上
      - 太田79：太田営業所 - 常陸太田駅 - 瑞竜中学校前 - 逆久保上
      - 太田78：常陸太田駅 - ここキララ前 - 機初小学校 - はたそめ団地中央 - 白羽町根本 - Gセブン前 - 造宗
      - 太田61：機初小学校 - はたそめ団地中央 - 白羽町根本 - Gセブン前 - 造宗
      - 水府27：太田営業所 - 常陸太田駅 - 水府支所 - 馬次入口 - 湯草

  - 4月22日
    - 東部地区循環線（太田81）運行開始[3]。
    - 以下の系統をフォレストモール常陸太田経由に変更[4]。
      - 総合福祉会館〜常陸太田駅〜フォレストモール常陸太田〜町屋中央〜小中車庫〜漆平
      - 総合福祉会館〜常陸太田駅〜フォレストモール常陸太田〜町屋中央〜小中車庫〜牧場入口
      - 総合福祉会館〜常陸太田駅〜フォレストモール常陸太田〜町屋中央〜小中車庫〜若駒つりぼり前
      - 太田営業所〜常陸太田駅〜フォレストモール常陸太田〜町屋中央〜小中車庫〜若駒つりぼり前
      - 総合福祉会館〜常陸太田駅〜フォレストモール常陸太田〜はたそめ団地中央〜逆久保上
      - 総合福祉会館〜常陸太田駅〜フォレストモール常陸太田〜瑞竜中学校前〜逆久保上
      - 総合福祉会館〜常陸太田駅〜フォレストモール常陸太田〜大門〜竜神大吊橋〜入合
      - 総合福祉会館〜常陸太田駅〜フォレストモール常陸太田〜西山荘入口〜入合
      - 総合福祉会館〜常陸太田駅〜フォレストモール常陸太田〜西山荘入口〜竜神大吊橋〜入合
      - 総合福祉会館〜常陸太田駅〜フォレストモール常陸太田〜西山荘入口〜東染明神
      - 総合福祉会館〜常陸太田駅〜フォレストモール常陸太田〜大門〜大間ヶ沢
      - 総合福祉会館〜常陸太田駅〜フォレストモール常陸太田〜久米十文字〜上宮田代
      - 総合福祉会館〜常陸太田駅〜フォレストモール常陸太田〜丸山公園前〜上宮田代
      - 道の駅ひたちおおた〜常陸太田駅〜フォレストモール常陸太田〜丸山公園前〜上宮田代
      - 総合福祉会館〜常陸太田駅〜フォレストモール常陸太田〜西山荘入口〜大藪
      - 常陸太田駅〜フォレストモール常陸太田〜佐竹南台〜上坪
      - 道の駅ひたちおおた〜常陸太田駅〜総合福祉会館〜フォレストモール常陸太田〜堅磐
- 2024年（令和5年）4月1日 - 運行の効率化とバス運転手の不足等に伴う路線バスの減便等実施。

## 現行路線

### 一般路線

#### 上菅谷太田線
- 上菅01：上菅谷駅 - 杉玉川 - 額田十文字 - 道の駅ひたちおおた - 太田営業所 - 常陸太田駅 - 太田西山高校入口 - 一高前 - 常陸太田特別支援学校下
- 上菅02：上菅谷駅 - 杉玉川 - 額田十文字 - 道の駅ひたちおおた - 太田営業所 - 常陸太田駅 - 太田西山高校入口 - 一高前
- 上菅03：上菅谷駅 → 杉玉川 → 額田十文字 → 道の駅ひたちおおた → 太田営業所 → 常陸太田駅
- 上菅04：上菅谷駅 - 杉玉川 - 額田十文字 - 道の駅ひたちおおた - 太田営業所 - 常陸太田駅 - 内堀町 - 馬場八幡前 - 増井車庫

#### 幸久・佐竹線
- 金砂61：常陸太田駅 - フォレストモール常陸太田 - 市役所 - 内堀町 - 常陸太田駅 - 総合福祉会館 - 佐竹南台集会所前 - 粟原町仲 - 中野十文字 - 上坪

#### 上宮田代線
- 金砂50：太田営業所 - 常陸太田駅 - 内堀町 - 一高前 - 久米十文字 - 金砂郷中学校 - 金砂郷支所 - 上利員十文字 - 上宮田代
- 金砂51：金砂郷中学校 → 玉造十文字 → 金砂郷支所 → 上利員十文字 → 上宮田代
- 金砂52：上宮田代 → 上利員十文字 → 金砂郷支所 → 花房 → 久米 → 丸山公園 → かわねや前 → 常陸太田駅 → 市役所 → 内堀町 → 常陸太田駅 → 総合福祉会館
- 金砂53：和田朝日屋 → 榎谷津 → 久米十文字 → 金砂郷小学校 → 一高前 → 内堀町 → 常陸太田駅
- 金砂54：金砂郷小学校 → 久米十文字 → 榎谷津 → 和田朝日屋
- 金砂55：金砂郷小学校 → 金砂郷中学校 → 金砂郷支所 → 上利員十文字 → 上宮田代
- 金砂59：総合福祉会館 → 太田営業所 → 常陸太田駅 → 内堀町 → 一高前 → 久米十文字 → 金砂郷中学校 → 金砂郷支所 → 上利員十文字 → 上宮田代
- 金砂60：太田営業所 - 常陸太田駅 - 内堀町 - 一高前 - 金砂郷小学校 - 久米十文字 - 金砂郷中学校 - 金砂郷支所 - 上利員十文字 - 上宮田代
- 金砂63：道の駅ひたちおおた → 太田営業所 → 常陸太田駅 → 内堀町 → 市役所 → フォレストモール常陸太田 → 馬場坂下 → 常陸太田駅 → かわねや前 → 丸山公園 → 久米 → 花房 → 金砂郷支所 → 上利員十文字 → 上宮田代
- 金砂64：上宮田代 → 上利員十文字 → 金砂郷支所 → 花房 → 久米 → 丸山公園 → かわねや前 → 常陸太田駅 → 市役所 → 内堀町 → 常陸太田駅 → 太田営業所 → 道の駅ひたちおおた

#### 久米・大藪線
- 金砂56：総合福祉会館 - 常陸太田駅 - 内堀町 - 市役所 - フォレストモール常陸太田 - 馬場坂下 - 一高前 - 久米十文字 - 棚谷入口 - 岩折入口 - 大藪
- 金砂62：金砂郷小学校 - 久米十文字 - 金砂郷中学校 - 東宮前 - 上利員十文字 - 大藪

#### 郡戸線
- 金砂57：金砂郷小学校 - 花房中 - 小島中小鶴
- 金砂58：金砂郷小学校 - 宮畑南 - 竹越

#### 水府線
- 水府21：水府小・中学校入口 - 東染 - 東染明神
- 水府22：水府小・中学校入口 → 天下野宿 → 馬次入口 → 湯草
- 水府23：総合福祉会館 - 常陸太田駅 - 税務署前 - 市役所 - フォレストモール常陸太田 - 馬場八幡前 - 増井車庫 - 和田朝日屋 - 水府支所 - 天下野局前 - 竜神大吊橋 - 馬次入口 - 湯草 - 入合
- 水府24：総合福祉会館 - 常陸太田駅 - 内堀町 - 市役所 - フォレストモール常陸太田 - 一高前 - 玉造 - 和田朝日屋 - 水府支所 - 天下野局前 - 馬次入口 - 湯草 - 入合
- 水府25：総合福祉会館 - 常陸太田駅 - 内堀町 - 市役所 - フォレストモール常陸太田 - 一高前 - 玉造 - 和田朝日屋 - 水府支所 - 天下野局前 - 竜神大吊橋 - 馬次入口 - 湯草 - 入合
- 水府26：誉田小学校前 - 増井車庫 - 大門 - 前沢 - 大間ヶ沢
- 水府27：太田営業所 - 常陸太田駅 - 水府支所 - 馬次入口 - 湯草
- 水府28：太田営業所 - 常陸太田駅 - 内堀町 - 馬場八幡前 - 増井車庫 - 和田朝日屋 - 水府支所 - 天下野局前 - 馬次入口
- 水府29：太田営業所 - 常陸太田駅 - 内堀町 - 馬場八幡前 - 増井車庫 - 和田朝日屋 - 水府支所 - 天下野局前 - 竜神大吊橋 - 馬次入口
- 水府30：道の駅ひたちおおた - 太田営業所 - 常陸太田駅 - 内堀町 - 市役所 - フォレストモール常陸太田 - 一高前 - 玉造 - 和田朝日屋 - 水府支所 - 東染 - 東染明神
- 太田62：大間ヶ沢 → 前沢 → 大門 → 増井車庫 → 温水プール → 馬場八幡前 → 市役所 → 内堀町 → 常陸太田駅 → 総合福祉会館
- 太田63：大間ヶ沢 → 前沢 → 大門 → 増井車庫 → 馬場八幡前 → 内堀町 → 常陸太田駅 → 太田営業所
- 太田65：前沢 → 大門 → 増井車庫 → 誉田小学校前 → 馬場八幡前 → 内堀町 → 常陸太田駅
- 太田66：太田営業所 → 常陸太田駅 → 税務署前 → 市役所 → 馬場八幡前 → 誉田小学校前 → 増井車庫 → 大門 → 前沢
- 太田70：太田営業所 → 常陸太田駅 → 内堀町 → 馬場八幡前 → 増井車庫
- 太田80：総合福祉会館 - 常陸太田駅 - 内堀町 - 市役所 - フォレストモール常陸太田 - 馬場八幡前 - 温水プール - 増井車庫 - 大門 - 前沢 - 大間ヶ沢

#### 竜神大吊橋線
- 水府33：道の駅ひたちおおた - 太田営業所 - 常陸太田駅 - 内堀町 - 馬場八幡前 - 増井車庫 - 和田朝日屋 - 水府支所 - 天下野局前 - 竜神大吊橋
- 水府34：道の駅ひたちおおた → 太田営業所 → 常陸太田駅 → 内堀町 → 馬場八幡前 → 増井車庫 → 和田朝日屋 → 水府支所 → 天下野局前 → 馬次入口
- 水府35：道の駅ひたちおおた - 太田営業所 - 常陸太田駅 - 内堀町 - 馬場八幡前 - 増井車庫 - 和田朝日屋 - 水府支所 - 天下野局前 - 竜神大吊橋 - 馬次入口
- 水府36：竜神大吊橋 → 天下野局前 → 水府支所 → 和田朝日屋 → 増井車庫 → 馬場八幡前 → 内堀町 → 常陸太田駅 → 太田営業所

#### 荻の窪線
- 水府37：水府小・中学校入口 - 松平 - 岩折入口
- 水府38：水府小・中学校入口 - 松平 - 滝名子

#### 小中・里川線
- 里美01：太田営業所 → 常陸太田駅→ フォレストモール常陸太田 → 市役所 → 町屋中央 → 小中車庫 → 若駒つりぼり前
- 里美02：若駒つりぼり前 → 牧場入口 → 里川入口 → 徳田宿 → 小中車庫 → 白幡台集会所 → 里美農協 → 里美小・中学校前
- 里美03：太田営業所 - 常陸太田駅 - 内堀町 - 小野下 - 町屋中央 - 玉簾 - 東河内 - 賀美診療所 - 清水入口 - 折橋十文字 - 白幡台集会所 - 小中車庫 - 徳田宿 - 里川入口
- 里美04：太田営業所 → 常陸太田駅 → 税務署前 → 市役所 → 小野下 → 町屋中央 → 玉簾 → 東河内 → 賀美診療所 → 清水入口 → 折橋十文字 → 白幡台集会所 → 小中車庫 → 徳田宿 → 里川入口
- 里美05：太田営業所 - 常陸太田駅 - 内堀町 - 小野下 - 町屋中央 - 玉簾 - 東河内 - 賀美診療所 - 清水入口 - 折橋十文字 - 白幡台集会所 - 小中車庫
- 里美06：小中車庫 → 白幡台集会所 → 折橋十文字 → 清水入口 → 賀美診療所 → 東河内 → 玉簾 → 町屋中央 → 小野下 → 市役所 → 税務署前 → 常陸太田駅 → 太田営業所
- 里美07：小中車庫 → ふれあい館 → 白幡台集会所 → 折橋十文字 → 清水入口 → 賀美診療所 → 東河内 → 玉簾 → 町屋中央 → 小野下 → 内堀町 → 常陸太田駅 → 太田営業所
- 里美10：総合福祉会館 - 常陸太田駅 - フォレストモール常陸太田 - 市役所 - 瑞龍十文字 - 町屋中央 - 玉簾 - 東河内 - 賀美診療所 - 清水入口バイパス口 - 折橋十文字 - 白幡台集会所 - ふれあい館 - 小中車庫 - 徳田宿 - 里川入口 - 牧場入口 - 漆平
- 里美11・12：太田営業所 → 常陸太田駅 → 内堀町 → フォレストモール常陸太田 → 町屋中央 → 玉簾 → 東河内 → 賀美診療所 → 清水入口 → 折橋十文字 → 白幡台集会所 → ふれあい館 → 小中車庫 → 徳田宿 → 里川入口 → 牧場入口 → 若駒つりぼり前
- 里美13：下幡 - 賀美診療所 - 清水入口バイパス口 - 折橋十文字 - 白幡台集会所 - 小中車庫 - 徳田宿 - 里川入口 - 漆平

#### 機初線
- 太田60：総合福祉会館 - 常陸太田駅 - 内堀町 - 市役所 - フォレストモール常陸太田 - 機初小学校 - はたそめ団地中央 - 茅根町 - 町屋中央 - 逆久保上
- 太田64：太田営業所 → 常陸太田駅 → 内堀町 → 市役所 → フォレストモール常陸太田 → 機初小学校 → はたそめ団地中央 → 茅根町 → 町屋中央 → 逆久保上
- 太田79：総合福祉会館 → 常陸太田駅 → 内堀町 → 市役所 → フォレストモール常陸太田 → 機初小学校 → 瑞龍十文字 → 茅根町 → 町屋中央 → 逆久保上
- 太田77：逆久保上 → 町屋中央 → 茅根町 → 瑞龍十文字 → 機初小学校 → 市役所 → 内堀町 → 常陸太田駅 → 総合福祉会館
- 太田61：機初小学校 - はたそめ団地中央 - 白羽町根本 - Gセブン前 - 造宗
- 太田78：常陸太田駅 → 市役所 → 機初小学校 → はたそめ団地中央 → 白羽町根本 → Gセブン前 → 造宗

#### 瑞龍線
- 太田67：総合福祉会館 - 常陸太田駅 - 税務署前 - 瑞龍山入口 - 馬場八幡前 - 誉田小学校前 - 瑞龍十文字 - 瑞龍浄水場
- 太田68：誉田小学校前 - 瑞龍十文字 - 瑞龍中学校前

#### 太田一高線
- 太田69：常陸太田駅 - 太田西山高校入口 - 一高前

#### 西小沢線
- 太田71：道の駅ひたちおおた → 太田営業所 → 常陸太田駅 → 総合福祉会館 → 常陸太田駅 → 内堀町 → 市役所 → フォレストモール常陸太田 → 馬場坂下 → 常陸太田駅 → 小沢 → 鹿島神社前 → 堅磐
- 太田71：堅磐 → 鹿島神社前 → 小沢 → 常陸太田駅 → フォレストモール常陸太田 → 馬場坂下 → 市役所 → 内堀町 → 常陸太田駅 → 総合福祉会館 → 常陸太田駅 → 太田営業所 → 道の駅ひたちおおた
- 太田72：峰山小学校 - 亀田 - 鹿島神社前

#### 岡田線
- 太田73：峰山小学校 → 内田一本杉 → 近藤前 → 岡田町樋口
- 太田74：岡田町樋口 → 近藤前 → 峰山小学校

#### 河合線
- 太田75：峰山小学校 - 上河合三丁目 - 下河合四丁目 - 粟原町仲

#### 島町西線
- 太田76：峰山小学校 - 東島 - 下合 - 島町西

#### 東部地区循環線
- 太田81：常陸太田駅 → ここキララ前 → フォレストモール常陸太田 → 馬場坂下 → フェスタ前 → 常陸太田駅

2023年4月22日より運行開始。土休日のみの運行。反時計回りの片方向循環。

### 高速路線

#### 太田 - 東京線
- 常陸太田市高速バスターミナル - 太田駅入口 - 道の駅ひたちおおた - 那珂市役所入口 - 那珂インター - 東京駅・バスタ新宿
  - 単独運行[5]。

#### 茨城空港線
- 常陸太田市高速バスターミナル - 東海駅東口 - 勝田営業所 - 勝田駅西口 - 水戸駅南口  - 茨城空港
  - 単独運行[6]。2024年9月1日廃止。[7]

## 廃止路線

### 一般路線
- 60：浜田営業所 - 東台 - 日赤入口 - 水戸駅 - 青柳町 - 後台 - 上菅谷駅口 - 杉玉川 - 額田十文字 - 太田営業所 - 太田駅 - 馬場八幡前 - 増井車庫
- 60：浜田営業所 - 東台 - 日赤入口 - 水戸駅 - 青柳町 - 後台 - 上菅谷駅口 - 那珂町役場
  - 2014年3月31日廃止。
- 25：水戸駅 - 青柳町 - 後台駅入口 - 那珂高校 - 茨城女子短大 - 水農前 - 木の倉 - 前田 - 袴塚二丁目 - 栄町 - 大工町 - 水戸駅
- 2：渡里ゴルフセンター - 茨大前 - 栄町 - 大工町 - 水戸駅 ‐ 三高下 - 本町 - 浜田営業所 - 若宮団地
- 浜田営業所 - 本町 - 柳町中央 - 三高下 - 水戸駅
- 12：茨大前営業所 - 栄町 - 大工町 - 水戸駅
- 太田営業所 - 太田駅 - 内堀町 - 小野下 - 町屋中央 - 玉簾 - 東河内 - 賀美診療所 - 折橋十文字 - 小中車庫 - 徳田宿 - 里川入口 - 大洪明神 - 下関河内 - 東館駅
- 勝田駅 - 市毛十文字 - 横堀 - 太田駅 - 馬場八幡前 - 増井車庫
- 東海駅 - 本米崎 - 額田十文字 - 太田駅 - 馬場八幡前 - 増井車庫
- 東海駅 - 二軒茶屋 - 土木内 - 太田駅 - 馬場八幡前 - 増井車庫
- 太田営業所 - 東バイパス - 増井車庫
- 太田馬場車庫 - 太田駅 - 太田営業所 - 藤田十文字 - 大宮営業所
- 太田営業所 - 太田駅 - 内堀町 - 久米十文字 - 玉造 - 高柿 - 大宮営業所
- 太田営業所 - 太田駅 - 内堀町 - 久米十文字 - 東連寺 - 高柿 - 大宮営業所
- 石塚車庫 - 下江戸 - 瓜連駅口 - 中野十文字 - 太田営業所 - 太田駅前 - 太田馬場 - 増井車庫

2021年4月より市街地循環線が土休日に限り西山荘経由となる。2022年4月廃止。

#### 2022年3月末をもって廃止
- 循環01：常陸太田駅 - 西二丁目 - 太田病院入口 - 東二丁目 - 総合福祉会館
- 循環02：総合福祉会館 - かわねや前 - 大山病院 - フェスタ前 - 税務署前 - 常陸太田駅
- 循環03：常陸太田駅 - 太田営業所 - 道の駅ひたちおおた
- 里美01：里美小北 - 里美農協 - 小中車庫 - 徳田宿 - 里川入口 - 牧場入口 - 若駒つりぼり前
- 里美02(旧)：里美小北 - 里美農協 - 白幡台集会所 - 小中車庫
- 里美13(旧)：下幡 - 賀美診療所 - 清水入口バイパス口 - 折橋十文字 - 白幡台集会所 - 小中車庫 - 徳田宿 - 大森医院前
- 金砂51(旧)：金砂郷中学校 - 金砂郷支所 - 上利員十文字 - 上宮田代
- 金砂53(旧)：和田朝日屋 → 玉造十文字 → 久米十文字 → 金砂郷小学校 → 一高前 → 内堀町 → 常陸太田駅
- 金砂54(旧)：久米小学校 - 久米十文字 - 和田朝日屋
- 金砂55(旧)：太田営業所 - 常陸太田駅 - 内堀町 - 一高前 - 久米十文字
- 金砂57(旧)：総合福祉会館 - 常陸太田駅 - 内堀町 - 市役所 - 常陸太田駅 - 太田営業所 - 下河合公民館 - 幸久小学校 - 粟原町 - 中野十文字
- 金砂58(旧)：総合福祉会館 - 常陸太田駅 - 内堀町 - 市役所 - 常陸太田駅 - 太田営業所 - 佐竹南台 - 藤田十文字 - 中野十文字 - 郡戸小学校
- 水府23(旧)：太田営業所 - 常陸太田駅 - 税務署 - 市役所 - 馬場八幡前 - 増井車庫 - 和田朝日屋 - 水府支所 - 天下野宿 - 竜神大吊橋 - 馬次入口 - 大久保 - 入合
- 水府26(旧)：入合 - 大久保 - 馬次入口 - 天下野宿 - 水府支所 - 和田朝日屋
- 水府30(旧)：東染明神 - 東染 - 西足 - 水府支所 - 和田朝日屋 - 玉造 - 一高前 - 市役所 - 内堀町 - 常陸太田駅 - 総合福祉会館
- 水府31：東染明神 - 東染 - 西足 - 水府支所
- 水府32：水府支所 - 和田朝日屋 - 玉造十文字 - 和田玉喜屋 - 荻の窪
- 太田64(旧)：常陸太田駅 → 税務署 → 市役所 → 馬場八幡前 → 誉田小学校前 → 増井車庫 → 大門 → 前沢 → 大間ヶ沢

#### 2023年3月末をもって廃止
- 太田61：機初小学校 - はたそめ団地 - 新根本橋 - 春友 - Gセブン前 - 造宗入口 - 造宗
- 太田64：太田営業所 → 常陸太田駅 → 内堀町 → 市役所 → 機初小学校 → はたそめ団地 → 茅根町 → 西河内入口 → 深久保入口 → 逆久保上
- 水府27：太田営業所 - 常陸太田駅 - 内堀町 - 馬場八幡前 - 増井車庫 - 和田朝日屋 - 水府支所 - 天下野局前 - 馬次入口 - 大久保

### 常陸太田市市民バス
常陸太田市から委託を受け運行していた。運賃は200円均一、太田市民以外でも乗車できるがいばっピは使用できなかった。
- Aコース（西河内方面）：総合福祉会館 - 太田駅前 - 内堀町 - 市役所 - はたそめ団地 - 白羽町根本 - 春友 - 町屋中央 - 逆久保上
- Bコース（大門方面）：総合福祉会館 - 太田駅前 - 内堀町 - 市役所 - 馬場八幡 - 増井 - 大門 - 大間ヶ沢
- Cコース（幸久・松栄・佐竹方面）：総合福祉会館 - 太田駅前 - 谷河原十文字 - 佐竹 - 松栄 - 粟原 - 河合十文字 - 太田駅前 - 市役所 - 太田駅前 - 総合福祉会館
- Dコース（真弓・高貫方面）：大森 - 東真弓 - 亀作上 - 高貫下坪 - 幡 - 市役所 - 内堀町 - 太田駅前 - 総合福祉会館
- Eコース（大森･岡田方面）：丹奈団地 - 真弓ヶ丘 - 田崎 - 大森元内 - 岡田 - 太田駅前 - 市役所 - 内堀町 - 太田駅前 - 総合福祉会館
- Fコース（堅磐・新沼・西バイパス方面）：新沼 - 堅磐 - 落合町 - 沢目仲 - 小沢 - 太田駅前 - 市役所 -  太田駅前 - 総合福祉会館 - 温水プール - 増井車庫 - 市役所 - 太田駅前 - 総合福祉会館
- Gコース（金砂郷･花房方面）：上宮田代 - 上利員公民館 - 金砂郷支所 - 花房中 - 新地下 - 大里 - 藤田十字路 - 稲木 - 総合福祉会館 - 太田駅前 - 市役所 - 太田駅前 - 総合福祉会館
- H-1コース（水府高倉方面）：入合 - 下高倉 - 天下野坂本 - 水府支所 - 松平 - 玉造 - 一高前 - 市役所 - 内堀町 - 太田駅前 - 総合福祉会館
- H-2コース（水府東染方面）：東染明神 - 東染 - 中染 - 水府支所 - 松平 - 玉造 - 一高前 - 市役所 - 内堀町 - 太田駅前 - 総合福祉会館
- Iコース（里美方面）：漆平 - 牧場入口 - 里川入口 - 小中車庫 - 折橋十文字 - 里美 - 造宗(新道) - 春友 - 市役所 - 太田駅 - 総合福祉会館
- Jコース（赤土・棚谷方面）：大藪 - 荻の窪 - 棚谷入口 - 上岩手 - 玉造十文字 - 久米十文字 - 一高前 - 市役所 - 内堀町 - 太田駅前 - 総合福祉会館

## 車庫
夜間留置を伴う車庫を3ヶ所設けている。

### 増井車庫
太田営業所の大部分の車両がこの車庫に配置されている。常陸太田駅からは約4キロ離れており、本所である太田営業所とを行き来する出入庫路線もある。
当車庫はかつて存在した太田馬場車庫廃止に伴い新設されたもので、太田営業所本所が手狭なこともあって多くの車両が夜間留置される。

### 小中車庫
国道349号線沿いにあり、太田営業所からは約35キロの位置である。
所属車両は5台で、太田市街と里美地区を結ぶ路線を中心に、太田営業所のあらゆる路線を担当している。

### 天下野車庫
県道33号線沿いにあり、太田営業所からは約17キロの位置である。最寄りバス停は天下野二区で始発便も存在する。
所属車両は4台で、太田市街と天下野･高倉方面を結ぶ路線を中心に、太田営業所のあらゆる路線を担当している。
かつてはこのほか上宮車庫が上宮高橋バス停付近にあったが、現在車両配置はなく敷地と簡易トイレが残されている。